# كيث بيردسونغ
كيث بيردسونغ (بالإنجليزية: Keith Birdsong)‏ هو رسام توضيحي أمريكي، ولد في 14 يوليو 1959 في موسكوجي في الولايات المتحدة، وتوفي في 4 يونيو 2019 بسبب حادث مرور.